# Буллинг (фильм)
Буллинг (англ. Bully, первоначальное название The Bully Project) — американский документальный фильм 2011 года режиссёра Ли Хирша, продюсеров Хирша и Синтии Лоуэн. В нём документируется жизнь пяти учеников, которые ежедневно сталкиваются с издевательствами в школах США. Премьера фильма состоялась 23 апреля 2011 года на кинофестивале «Трайбека».
На официальном сайте фильма его создатели продвигали Bully как инструмент, помогающий бороться с издевательствами и способствующий движению против буллинга, но эти цели были поставлены под угрозу из-за первоначального рейтинга R от Американской ассоциации киноискусства. После неудачной апелляции по рейтингу компания Weinstein Company 30 марта 2012 года выпустила фильм без рейтинга в кинотеатрах США. После удаления некоторой ненормативной лексики фильму был присвоен рейтинг PG-13, и эта версия фильма вышла в кинотеатрах 13 апреля. Версия фильма с рейтингом PG-13 была выпущена на Blu-ray и DVD почти год спустя, 12 февраля 2013 года.

## Содержание
В фильме документируется жизнь нескольких учеников государственных школ и их семей в Джорджии, Айове, Техасе, Миссисипи и Оклахоме в течение 2009-2010 учебного года. Особое внимание уделяется двум ученикам, над которыми регулярно издеваются, одному ученику, который был заключён в тюрьму после того, как он размахивал пистолетом в школьном автобусе в ответ на издевательства, а также семьям двух мальчиков, которые стали жертвами буллинга и покончили жизнь самоубийством. В нём очень подробно описано, как средний американский ученик не может защититься от насмешек.

## Сюжет
Дэвид Лонг, отец Тайлера, рассказывает о социальных проблемах своего сына (Тайлеру поставили диагноз аутизм) и о том, как он с самого начала подозревал, что мальчик может стать жертвой издевательств. Он упоминает, что сверстники Тайлера деморализовали его словесно и делали такие вещи, как отнимали у него одежду, когда он принимал душ, заставляли его выходить обнажённым и запихивали в шкафчики. Дэвид говорит, что эти действия способствовали решению Тайлера покончить жизнь самоубийством в 2009 году, в возрасте 17 лет.
Алексу Либби, родившемуся после 26-й недели беременности и получившему диагноз аутизм, 12 лет. У него берут интервью о его семье и о том, как он нервничает перед началом нового учебного года, поскольку у него проблемы с поиском друзей. Его попытки взаимодействовать со сверстниками на автобусной остановке и в автобусе в обоих случаях были встречены угрозами насилия. В школе издеваются и над другими учениками, и один из заместителей директора школы пытается разрешить один инцидент, просто говоря, что дети должны ладить.
Келби Джонсон — 16-летний подросток, известный в своём родном городе как гей. Он заявляет, что из-за религиозных и социальных убеждений горожан он больше не чувствует себя желанным гостем и однажды его даже сбила группа мальчиков в минивэне, которые врезались в него, когда он шёл по дороге. Келби признаёт, что он причинял себе вред и трижды пытался покончить жизнь самоубийством. Его семья упоминает, что, когда о сексуальной ориентации Келби стало известно, даже близкие друзья перестали с ними разговаривать. В течение учебного года сверстники Келби издевались над ним и игнорировали его, и он бросил играть в баскетбол из-за словесных оскорблений со стороны товарищей по команде. Он упоминает, что даже учителя притесняют его, например, вызывая его в отдельный список поимённого голосования. Хотя его родители несколько раз предлагали переехать, Келби отказывается, заявляя: «Если я уйду, они выиграют».
Джа’Мейя Джексон — 14-летняя девочка, которая живёт со своей матерью в округе Язу, штат Миссисипи. Почётная ученица и талантливая баскетболистка, планирующая вступить в ряды военно-морского флота, чтобы помочь своей матери, она неоднократно подвергалась преследованиям со стороны сверстников. Однажды ей наконец надоело, она принесла в школу пистолет своей матери и размахивала им в школьном автобусе, чтобы запугать своих обидчиков и заставить их оставить её в покое. После непродолжительного противостояния другой школьник повалил её на землю и её арестовала полиция, поэтому сейчас она находится в колонии для несовершеннолетних, и ей предъявлены обвинения в совершении уголовного преступления за похищение и нападение на всех, кто находился в автобусе.
Родители Тайлера стараются привлечь внимание к проблеме издевательств в школах их города и изменить отношение «дети есть дети», которое, по их мнению, широко распространено среди персонала. Они организуют собрание сообщества, и на нём много людей, но представители школьного округа не появляются. Один из друзей Тайлера описывает атмосферу, в которой учителя не вмешиваются и обвиняют жертву, а другой ребёнок рассказывает о своём опыте буллинга до такой степени, что он оставался дома и не ходил в школу, чтобы не видеться со своими обидчиками.
Все обвинения с Джа’Мейи сняты, и она находится под опекой государства до тех пор, пока врачи не выпустят её из психиатрического отделения, возможно, через несколько месяцев.
Тай Смолли покончил жизнь самоубийством в 11 лет после того, как над ним постоянно издевались из-за его низкого роста. Школьные чиновники утверждают, что издевательства ни при чём, хотя Трей Уоллес, лучший друг Тая, утверждает обратное. На похоронах Тая его отцу приходится физически поддерживать мать, пока они «ещё раз укладывают ребёнка». Позже Трей объясняет, что раньше он был хулиганом, но когда он стал старше, он осознал, какой вред и боль он причинил людям, и упоминает, что, когда он пытался заступиться за Тая, последний всегда говорил ему, что «это не стоит того» или «будь выше этого».
Келби находит девушку и небольшую группу друзей и утверждает, что без них он не был бы здесь и не смог бы ходить в школу. Он снова отказывается позволить своим обидчикам «победить».
Обеспокоенные благополучием Алекса, создатели фильма показывают его родителям и школьным чиновникам кадры, на которых ему в школьном автобусе угрожают, бьют руками и наносят удары карандашом. Когда его мать разговаривает с ним, Алекс говорит, что не уверен, чувствует ли он вообще насилие, и спрашивает, кто его друзья, если не хулиганы. После того, как его родители противостоят администраторам, проводится расследование, и нескольких учеников отстраняют от езды на автобусе. Алексу велят рассказать кому-нибудь, если над ним снова будут издеваться, но он говорит, что в прошлом это не помогало.
Джа’Мейю отпустили под опеку матери, и она очень рада снова оказаться дома. В последний день учёбы Алекс подписывает футболки и смеётся с другими учениками. Келби соглашается пойти в другую школу после того, как все остальные ученики пересели за разные парты, чтобы отдалиться от него в первый день следующего учебного года, показывая, что ничего не изменилось. Отец Тая создаёт онлайн-группу по борьбе с травлей под названием «Stand for the Silent» и помогает организовывать митинги по всей стране, а также и за рубежом. Показано, как отец Тайлера возглавляет один митинг, а Келби присутствует на другом.

## В ролях
- Джа’Мейя Джексон
- Келби Джонсон
- Лона Джонсон
- Боб Джонсон
- Алекс Либби
- Джеки Либби
- Филип Либби
- Майя Либби
- Джада Либби
- Этан Либби
- Логан Либби
- Ким Локвуд
- Дэвид Лонг
- Тина Лонг
- Терин Лонг
- Трой Лонг
- Девон Мэттьюс
- Барбара Праймер
- Керк Смолли
- Лора Смолли
- Трей Уоллес
- Тайлер Ли Лонг (архивные кадры)
- Мерседес Бэнкс
- Дин Донеху
- Викки Рид
- Джефф Джонсон
- Ховард Энсли
- Дерек Паркер
- Хлои Олбрайт
- Джеймс Рамси
- Пола Крэндэлл
- Николас Кинг
- Нолан Уотчерн
- Томас Мейпс

## Производство
Ли Хирш в детстве стал жертвой буллинга и решил снять документальный фильм, чтобы раскрыть тайную жизнь детей, над которыми издеваются. Он обратился в некоммерческую организацию Fractured Atlas, которая предоставила ему частичное финансирование для фильма. Значительное дополнительное финансирование было предоставлено Фондом документального кино Института Сандэнс, The Fledgling Fund, BeCause Foundation и Gravity Films. Музыку к фильму написали Ион Майкл Фурьянич (бывший участник группы Force Theory) и инди-группа Bishop Allen.
На показе фильма в Миннеаполисе в сентябре 2011 года Хирш рассказал зрителям, что издевательства над ним в детстве послужили источником вдохновения для создания фильма. Он продолжил обсуждение этой темы в интервью новостному сайту «Города-побратимы» после просмотра, сказав: «Я чувствовал, что самое сложное в издевательствах — это общение и получение помощи. Я не мог заручиться поддержкой людей. Люди говорили что-то вроде «смирись с этим», даже мои собственные отец и мать. Они были не со мной. Это была большая часть моего желания снять фильм. Это ежедневный катарсис». Хирш выразил надежду, что фильм вдохновит на пропаганду, участие и расширение прав и возможностей не только среди людей, над которыми издеваются, и в их семьях, но и среди тех, кто слишком часто стоит в стороне и ничего не делает. Он заявил: «Я надеюсь, что мы создадим что-то действительно устойчивое. Я надеюсь, что это заживёт своей собственной жизнью».

## Выпуск
Премьера фильма состоялась на кинофестивале «Трайбека» 23 апреля 2011 года и сразу после этого он был приобретён киностудией The Weinstein Company. Впоследствии он был показан на многих других кинофестивалях, в том числе на Канадском международном фестивале документального кино Hot Docs и кинофестивале в Лос-Анджелесе, а мировая премьера состоялась на Глобальном фестивале кино и музыки на острове Искья в Италии 17 июля 2011 года.

## Рейтинг MPAA
Создатели фильма с разницей в один голос проиграли апелляцию к Американской киноассоциации (MPAA) о понижении рейтинга фильма с R (из-за некоторых формулировок) до PG-13. 27 февраля 2012 года на сайте Change.org была создана онлайн-петиция с призывом к генеральному директору MPAA изменить рейтинг, поскольку рейтинг R не позволит целевой аудитории посмотреть фильм. По состоянию на 15 марта 2012 г. петиция собрала более 300 000 подписей, но MPAA не решилась внести изменения. В то время Джоан Грейвс из MPAA заявила, что, хотя Bully был «замечательным фильмом», основная ответственность организации в этом вопросе заключалась в предоставлении информации родителям о содержании фильма.
26 марта 2012 года The Weinstein Company объявила, что в знак протеста против рейтинга фильма, присвоенного MPAA, она выпустит Bully без рейтинга, хотя это, скорее всего, ограничит показ фильма арт-хаусными и независимыми кинотеатрами, поскольку AMC, Cinemark и многие другие американские сети кинотеатров придерживаются политики, запрещающей показ фильмов без рейтинга. Однако AMC объявила, что разрешит показ фильма в своих кинотеатрах и даже позволит несовершеннолетним смотреть его после получения подписанного разрешения от родителя или опекуна. Компания Regal Cinemas заявила, что будет показывать фильм, но будет относиться к нему как к фильму с рейтингом R. На момент первого показа фильма в кинотеатрах 30 марта 2012 года ему был присвоен рейтинг PG в шести из десяти провинций Канады (Альберта, Британская Колумбия, Манитоба, Онтарио, Квебек и Саскачеван), как и предупреждения о нецензурной лексике, но без ограничений по возрасту.
В апреле 2012 года The Weinstein Company заключила соглашение с MPAA. После удаления части ненормативной лексики фильм получил новый рейтинг PG-13 (за интенсивный тематический материал, тревожное содержание и ненормативную лексику — и всё это с участием детей), что означало, что дети всех возрастов могли смотреть его без взрослых. Впоследствии The Weinstein Company объявила, что версия фильма с рейтингом PG-13 будет выпущена по всей стране 13 апреля. На момент выхода в прокат фильм демонстрировался в 265 кинотеатрах.

## Критика
Фильм был положительно воспринят критиками. На веб-сайте агрегатора рецензий Rotten Tomatoes он имеет рейтинг одобрения 85% на основе 142 рецензий со средней оценкой 7,20 из 10, что делает фильм «Сертифицированным свежим»; «консенсус критиков» сайта гласит: «Жёсткий и изящно снятый фильм Bully мощно доносит важное послание до аудитории, которая, возможно, не сможет его увидеть». На Metacritic фильм имеет средневзвешенную оценку 74/100 на основе 33 рецензий, что указывает на «в целом положительные отзывы».
Роджер Эберт дал фильму три звезды из четырёх и написал: ««Булли» — искренний документальный фильм, но не лучший. Мы сочувствуем жертвам, их родителям и друзьям, но фильм, кажется, беспомощно рассматривает издевательства как проблему, не имеющую решения».
Фильм отсылает к эпизоду «Яйца Баттерса» мультсериала Южный Парк, особенно сцена, в которой Кайл спрашивает Стэна, создавшего документальный фильм о борьбе с издевательствами: «Если это видео нужно, чтобы все посмотрели, почему бы вам не выложить его в интернет бесплатно?» (на что у Стэна нет ответа).

## Награды и номинации
| Награда/Организация                                | Год  | Категория | Номинант(ы)                                                                                                  | Результат |
| -------------------------------------------------- | ---- | --- | --- | --------- |
| Awards Circuit Community Awards                    | 2012 | Лучший полнометражный документальный фильм                                                                    | Ли Хирш | Номинация |
| Бергенский международный кинофестиваль             | 2011 | Приз зрительских симпатий                                                                                     | Ли Хирш | Победа    |
| Награда Ассоциации кинокритиков вещания            | 2013 | Лучший документальный фильм                                                                                   | Bully | Номинация |
| Cinema Eye Honors                                  | 2013 | Приз зрительских симпатий                                                                                     | Ли Хирш | Победа    |
| Ассоциация кинокритиков Далласа и Форт-Уэрта       | 2012 | Лучший документальный фильм                                                                                   | Bully | 2-е место |
| Денверское общество кинокритиков                   | 2012 | Лучший документальный фильм                                                                                   | Bully | Номинация |
| Премия Дориана                                     | 2013 | Документальный фильм года                                                                                     | Bully | Номинация |
| Gold Derby Awards                                  | 2013 | Документальный фильм                                                                                          | Ли Хирш и Синтия Лоуэн                                                                                       | Номинация |
| Golden Reel Awards (Motion Picture Sound Editors)  | 2013 | Лучший звуковой монтаж — звуковые эффекты, фоли, диалоги, ADR и музыка в художественном документальном фильме | Кристофер Барнетт, Эл Нельсон, Гэри Райдстром, Ион Михаэль Фурьянич, Пит Хорнер, Боб Эдвардс и Паскаль Гарно | Номинация |
| Golden Trailer Awards                              | 2012 | Лучший документальный фильм                                                                                   | The Weinstein Company и The AV Squad                                                                         | Номинация |
| Golden Trailer Awards                              | 2012 | Лучший постер документального фильма                                                                          | The Weinstein Company                                                                                        | Номинация |
| Хэмптонский международный кинофестиваль            | 2011 | Фильм о конфликте и разрешении                                                                                | Ли Хирш | Победа    |
| Общество кинокритиков Хьюстона                     | 2012 | Лучший документальный фильм                                                                                   | Bully | Номинация |
| Общество кинокритиков Лас-Вегаса                   | 2012 | Лучший документальный фильм                                                                                   | Bully | Победа    |
| Кинофестиваль New Media                            | 2015 | Лучший фильм о ЛГБТ                                                                                           | Bully | Победа    |
| Новостная и документальная премия «Эмми»           | 2015 | Лучший документальный фильм                                                                                   | Ли Хирш и Синтия Лоуэн                                                                                       | Номинация |
| Новостная и документальная премия «Эмми»           | 2015 | Выдающееся информационное программирование — полная форма                                                     | Ли Хирш, Салли Джо Файфер, Синди Уэйт, Лоис Воссен и Синтия Лоуэн                                            | Номинация |
| Ассоциация кинокритиков Северного Техаса           | 2012 | Лучший документальный фильм                                                                                   | Bully | Победа    |
| Ассоциация онлайн-кино и телевидения               | 2013 | Лучший документальный фильм                                                                                   | Синтия Лоуэн, Ли Хирш и Синди Уэйт                                                                           | Номинация |
| Producers Guild of America Awards                  | 2013 | Премия Стэнли Крамера                                                                                         | Ли Хирш и Синтия Лоуэн                                                                                       | Победа    |
| Общество кинокритиков Финикса                      | 2012 | Лучший документальный фильм                                                                                   | Bully | Номинация |
| Общество кинокритиков Сан-Диего                    | 2012 | Лучший документальный фильм                                                                                   | Bully | Номинация |
| Фестиваль документального кино Silverdocs          | 2011 | Документальный фильм                                                                                          | Ли Хирш | Номинация |
| Юго-восточная ассоциация кинокритиков              | 2012 | Лучший документальный фильм                                                                                   | Bully | 2-е место |
| Ассоциация кинокритиков Сент-Луиса                 | 2012 | Лучший документальный фильм                                                                                   | Bully | 2-е место |
| Международный кинофестиваль в Сан-Паулу            | 2012 | Лучший иностранный фильм                                                                                      | Ли Хирш | Номинация |
| Кинофестиваль «Трайбека»                           | 2011 | Лучший документальный фильм                                                                                   | Ли Хирш | Номинация |
| Ассоциация кинокритиков Вашингтона, округ Колумбия | 2012 | Лучший документальный фильм                                                                                   | Bully | Победа    |
| Цюрихский кинофестиваль                            | 2011 | Лучший международный документальный фильм                                                                     | Ли Хирш | Номинация |